# Lancôme
Lancôme é uma comuna francesa na região administrativa do Centro, no departamento Loir-et-Cher. Estende-se por uma área de 9,6 km². Em 2010 a comuna tinha 126 habitantes (densidade: 13,1 hab./km²).